# Tore Keller
Tore Bertil Gottfrid Keller (4. ledna 1905 Norrköping – 15. července 1988 tamtéž) byl švédský fotbalový útočník. Celou kariéru strávil v norrköpinském klubu IK Sleipner, s nímž získal v roce 1938 mistrovský titul. Byl amatérským hráčem a pracoval jako elektrikář, na vrcholové úrovni provozoval také bandy a stolní tenis. Za své výkony obdržel ocenění Stora grabbars och tjejers märke.
Ve švédské reprezentaci odehrál 25 zápasů a vstřelil v nich šestnáct branek. Startoval na Letních olympijských hrách 1924, kde Švédové získali bronzové medaile (skóroval v úvodním utkání proti Belgii), na Mistrovství světa ve fotbale 1934 (postup do čtvrtfinále) a Mistrovství světa ve fotbale 1938 (4. místo). Na MS 1938 ve Francii byl kapitánem mužstva a ve čtvrtfinálovém utkání proti Kubě, které Švédové vyhráli 8:0, vstřelil podle oficiálních statistik FIFA jednu branku,, i když některé zdroje mu připisují tři zásahy (byl by tak nejstarším střelcem hattricku v dějinách světových šampionátů).